# NGC 2242
NGC 2242 (другое обозначение — ZWG 204.5) — планетарная туманность в созвездии Возничий.
Этот объект входит в число перечисленных в оригинальной редакции «Нового общего каталога».
Туманность имеет высокую степень ионизации. В ультрафиолетовом спектре туманности имеются линии излучения C IV, C III, He II, Ne IV, а также более слабые линии O IV и N IV.